# Laboratoire pharmaceutique
Pour les articles homonymes, voir Laboratoire.
Un laboratoire pharmaceutique est un laboratoire effectuant des recherches pour la mise au point de nouveaux médicaments (ou des produits assimilés à des produits de santé par exemple les crèmes solaires, antimoustiques...). C'est un terme plus ou moins synonyme de compagnie pharmaceutique, société qui assure la production de ces médicaments.